# Damiano Damiani
Damiano Damiani (n. 23 iulie 1922, Pasiano di Pordenone, Friuli-Veneția Giulia, Italia – d. 7 martie 2013, Roma, Italia) a fost un regizor de film, eseist, actor și scenarist italian.

## Filmografie selectivă

### Regizor
- 1960 Rujul (Il rossetto)
- 1961 Ucigașul plătit (Il sicario)
- 1962 L'isola di Arturo
- 1963 La rimpatriata
- 1963 La noia
- 1966 La strega in amore
- 1966 Un glonte pentru general (Quién sabe?)
- 1968 Una ragazza piuttosto complicata
- 1968 Când se arată cucuveaua (Il giorno della civetta)
- 1970 Cea mai frumoasă soție (La moglie più bella)
- 1971 L'istruttoria è chiusa: dimentichi
- 1971 Mărturisirile unui comisar de poliție făcute procurorului republicii (Confessione di un commissario di polizia al procuratore della repubblica)
- 1972 Girolimoni, il mostro di Roma
- 1974 Il sorriso del grande tentatore
- 1974 De ce este ucis un magistrat (Perché si uccide un magistrato)
- 1975 Un genio, due compari, un pollo
- 1977 Mi-e teamă (Io ho paura)
- 1977 Goodbye & Amen
- 1979 Un om în genunchi (Un uomo in ginocchio)
- 1979 L'ultimo nome
- 1980 Avertismentul (L'avvertimento)
- 1982 Amityville Possession
- 1985 Pizza Connection
- 1986 L'inchiesta
- 1989 Gioco al massacro
- 1990 Il sole buio
- 1992 L'angelo con la pistola
- 2000 Alex l'ariete
- 2002 Assassini dei giorni di festa

### Scenarist
- 1948 Uomini senza domani, regia: Gianni Vernuccio
- 1960 Il sepolcro dei re, regia: Fernando Cerchio

### Actor
- 1973 Il delitto Matteotti, regia Florestano Vancini
- 1974 De ce este ucis un magistrat (Perché si uccide un magistrato), regia Damiano Damiani

## Premii
- David di Donatello
  - 1968: Targa d'oro
  - 1987: Premio Alitalia
- 1971 Festivalul Internațional de Film de la Moscova: Marele premiu - Mărturisirile unui comisar de poliție făcute procurorului republicii
- 1962 Festivalul Internațional de Film de la San Sebastián: Scoica de Aur - L'isola di Arturo

## Legături externe
- Materiale media legate de Damiano Damiani la Wikimedia Commons
- Damiani/ Damiano Damiani la Internet Movie Database